# Armando Rodrigues de Sá
Armando Rodrigues de Sá (* 4. Januar 1926 in Vale de Madeiros, Portugal; † 5. Juni 1979 ebenda) wurde im September 1964 zum millionsten Gastarbeiter der Bundesrepublik Deutschland auserkoren.
Er kam im Alter von 38 Jahren nach Deutschland. Eine offizielle Delegation begrüßte ihn am Bahnhof Köln-Deutz und hieß ihn mit einem Strauß Nelken, einer Ehrenurkunde sowie einem zweisitzigen Zündapp Sport Combinette-Mokick feierlich willkommen.

## Leben
Die Eltern von Rodrigues gehörten zu den ärmeren Leuten am Ort. Bei seinem Onkel erlernte Rodrigues das Handwerk eines Zimmermanns, er arbeitete dann wenige Jahre in den benachbarten Erzminen.
1945 heiratete er Maria Emilia Pais. Aus dieser Ehe gingen zwei Kinder hervor. Sohn João wurde 1949 geboren und Tochter Maria Rosa 1953. Bei der Heirat war die 14-jährige Maria Emilia auf die Zustimmung des Vaters angewiesen. In diesem Jahr nahm Rodrigues eine Arbeit als Zimmermann in der „Companhia Nacional de Fornos Electricos“ an. Die im Nachbarort Canas de Senhorim angesiedelte Fabrik, der größte Arbeitgeber der Gegend, verarbeitet Kalkstein und Quarz zu Silizium und Kunstdünger. Elf Jahre lang fuhr Rodrigues mit dem Fahrrad zu dieser Arbeitsstätte.

### Emigration
Bedingt durch fehlende Arbeitskräfte auf dem deutschen Arbeitsmarkt wurden durch die Bundesrepublik gezielt Arbeitskräfte im Ausland angeworben. 1964 wurde eine Vereinbarung über die Anwerbung und Vermittlung von portugiesischen Arbeitskräften nach Deutschland beschlossen, nachdem bereits Anwerbungsvereinbarungen mit Griechenland und Spanien (1960), mit der Türkei (1961) und mit Marokko (1963) vereinbart wurden. Später folgten Vereinbarungen mit Tunesien (1965) und mit Jugoslawien (1968).
Mit der Hoffnung nach wirtschaftlicher Verbesserung folgte Rodrigues gegen den Willen seiner Ehefrau diesem Aufruf und bewarb sich auf offiziellem Wege bei den portugiesischen Behörden. Daraufhin stellte er sich bei der Deutschen Verbindungsstelle in Lissabon vor, wo er nach erfolgreich absolvierten medizinischen Untersuchungen einen Arbeitsvertrag als Zimmermann angeboten bekam und diesen auch unterschrieb. Am 7. September 1964 begann seine Reise als Gastarbeiter am Bahnhof in Canas de Senhorim, dem benachbarten Dorf. Zu diesem Zeitpunkt waren die Kinder 11 und 16 Jahre alt. Die dreitägige Reise führte zuerst nach Lissabon und dann nach einer Leibesvisitation weiter nach Köln-Deutz.
Am Bahnhof Köln-Deutz erwarteten ihn dutzende Journalisten von Printmedien, Funk und Fernsehen. Rodrigues war nach Berechnungen der Bundesvereinigung der Deutschen Arbeitgeberverbände (BDA) der einmillionste Gastarbeiter in der BRD. Der damalige Vorsitzende des Arbeitgeberverbandes der Metallindustrie im Regierungsbezirk Köln, Manfred Dunkel, hieß ihn mit einem Strauß Nelken, einer Ehrenurkunde sowie einem zweisitzigen Mokick, einer Zündapp Sport Combinette (heute ausgestellt im Haus der Geschichte) feierlich willkommen. Da er keinen Führerschein besaß konnte er das Zweirad in Deutschland gar nicht fahren.
Rodrigues setzte seine Reise wenige Stunden nach seiner Ankunft in Köln-Deutz nach Stuttgart weiter fort, um von dort aus nach Blaubeuren zu fahren. In Blaubeuren und später in Sindelfingen arbeitete Rodrigues als Zimmermann. Zwei- bis dreimal wöchentlich schrieb er Briefe nach Hause. In seinen Briefen berichtete er vom Leben in Deutschland. Saisonbedingt arbeitete Rodrigues nicht in den Wintermonaten, so dass er mehrmals im Jahr die Familie in Portugal besuchen konnte. 1970 verlängerte er seinen Winteraufenthalt um einen weiteren Monat, wodurch er seine Anstellung bei dem Stuttgarter Bauunternehmen Gustav Epple verlor. Rodrigues fand anschließend Arbeit in Wiesbaden-Biebrich bei der Kalle AG. Hier unterzeichnete er einen Vertrag für ein Jahr.

### Tod
Bedingt durch die fehlenden Nachweise einer Heirat wurden Rodrigues keine Steuervorteile gewährt. So reiste er ein halbes Jahr nach Einstellung bei der Kalle AG in seine Heimat, um entsprechende Dokumente zu beschaffen. Zu Hause angekommen litt er unter Magenschmerzen. Auf Ratschlag seines Arztes blieb Rodrigues in Portugal. Seitdem lebte er in Portugal und ging keiner geregelten Arbeit mehr nach. Im Laufe der Jahre verschlechterte sich sein Zustand und weitere Ärzte wurden hinzugezogen. Aufgrund zuvor erstellter Röntgenaufnahmen diagnostizierten die Ärzte einen Tumor, der sich bei seiner Rückkehr nach Portugal vermutlich bereits in einem Frühstadium befunden hatte, aber unentdeckt geblieben war. Der weitere Verlauf der Krankheit zwang die Familie, sich Rodrigues’ Rente auszahlen zu lassen. Medikamente mussten kostspielig aus Spanien beschafft werden und Krankenhausaufenthalte folgten. Neuere Recherchen lassen darauf schließen, dass es Rodrigues nicht klar war, dass er durch seine Arbeit in Deutschland ja krankenversichert war. Da eine Heilung nicht mehr möglich schien, wurde Morphin verabreicht, um die Schmerzen zu lindern. Des Weiteren wurde er künstlich ernährt. Armando Rodrigues de Sá verstarb 1979 in Vale de Madeiros an Krebs und wurde auf dem Friedhof von Canas de Senhorim beigesetzt.

## Sonstiges

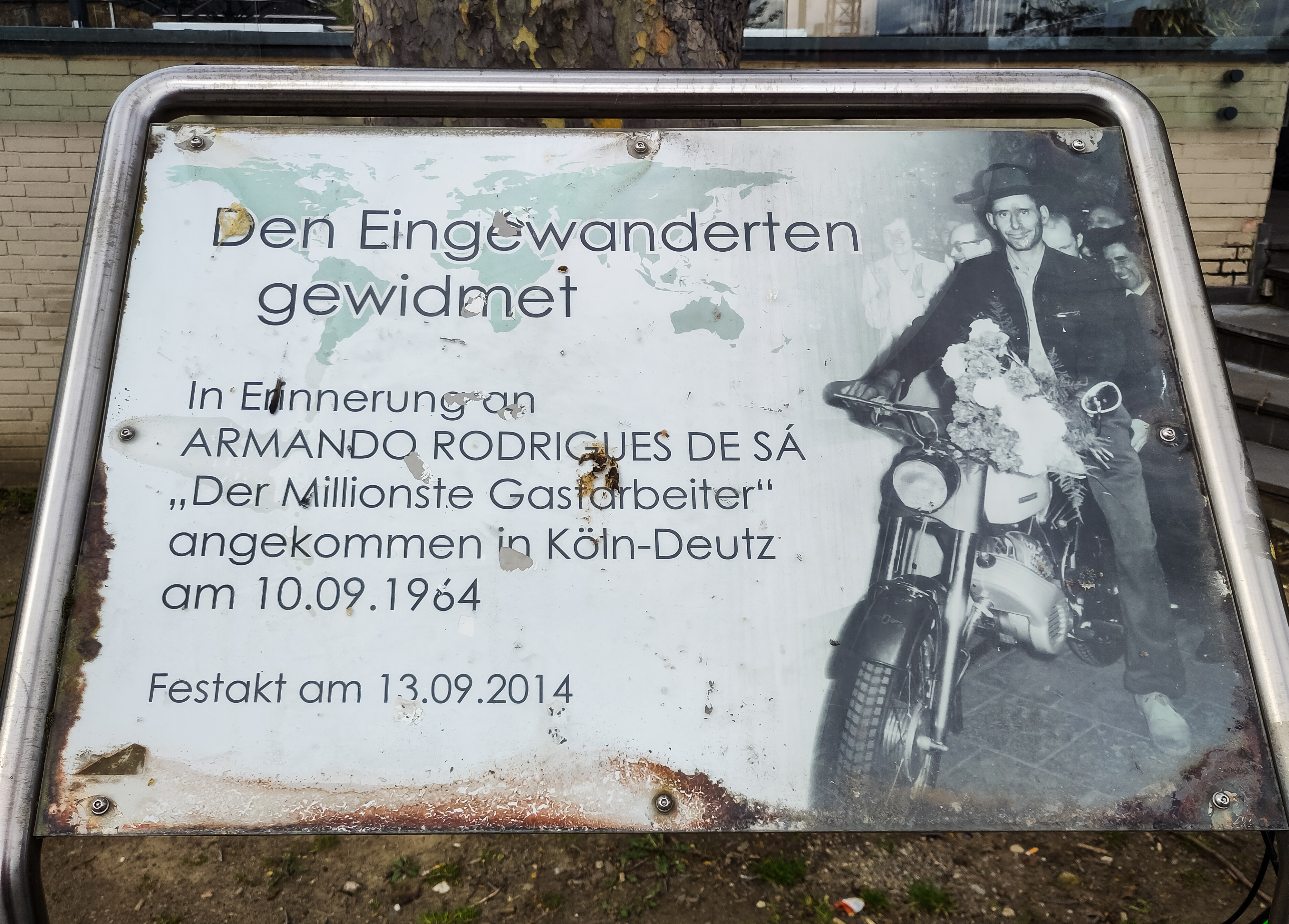
Die 2014 in Köln-Deutz errichtete Gedenktafel im Jahr 2024

Von seinen Bekannten und seiner Familie wird Armando Rodrigues de Sá als ausgesprochen freundlich und zuvorkommend beschrieben, als kultivierter und bescheidener Mann. Er spielte gerne Karten, trank kaum Alkohol und hatte keinen Hang zu Meinungsverschiedenheiten. Seinem Sohn gab er gerne den Rat: „Wie du dich kleidest, so wirst du behandelt!“. Diesen Rat hat Armando offensichtlich selbst befolgt, was sich an den Pressedarstellungen zur Begrüßung des millionsten Gastarbeiters belegen lässt. Er war äußerst sparsam. Das in Deutschland verdiente Geld überwies er in großen Teilen nach Portugal. Seine Familie konnte damit dem Schwager die zweite Hälfte des geerbten Hauses abkaufen. Das übrige Geld sowie die ausgezahlten Rentenbeiträge wurden in den Jahren nach seiner Rückkehr vor allem für Arztkosten aufgewendet.
Am Bahnhofsvorplatz in Köln-Deutz wird er auf einer Gedenktafel gewürdigt.

## Adaptionen
Eine am 8. und 9. September 2004 durchgeführte wissenschaftliche Tagung in Köln-Deutz wurde „Armando Rodrigues de Sá – Der millionste Gastarbeiter, das Moped und die bundesdeutsche Einwanderungsgesellschaft.“ genannt.